# Bukwicówka
Bukwicówka – polska, podlaska odmiana bimbru (samogonu).
Odmiana związana jest przede wszystkim z terenami Puszczy Knyszyńskiej. Powstaje w drodze doprawienia samogonu liśćmi bukwicy zwyczajnej, co zapewnia produktowi końcowemu charakterystyczny zielonkawy kolor, a także specyficzny smak i aromat. Według lokalnej tradycji ma właściwości oczyszczające organizm. Smakosz, Zbigniew Kmieć, uważa ją za najpoważniejszy być może i najlepszy polski mocny alkohol.